# الجوف (تعز)
الجوف هي إحدى قرى الجمهورية اليمنية. وهي تتبع جغرافيًا لمحافظة تعز. وإداريًا لمديرية مقبنة. يبلغ تعداد سكانها 1562 نسمة حسب الإحصاء الذي جرى عام 2004.